# Élections à Blois
Cette page recense les résultats de l'ensemble des votes, élections et référendums ayant eu lieu dans la commune de Blois (Loir-et-Cher) depuis 2000.

## Élections municipales

### 2014
Les élections municipales de 2014 se sont déroulées les 23 et 30 mars 2014. Pour la commune de Blois, les conseillers municipaux sont élus selon le mode de scrutin de liste à deux tours avec représentation proportionnelle. 43 sièges sont à pourvoir. 6 listes sont déposées. À l'issue des élections qui se déroulent en deux tours et dont les résultats figurent ci-après, Marc Gricourt est élu maire.
|                                           | Nuance                                    | Tête de liste                             | Liste                                     | Premier tour   | Premier tour | Premier tour | Second tour    | Second tour | Second tour | Sièges au conseil municipal | Sièges au conseil communautaire |
| Voix                                      | Nuance                                    | Tête de liste                             | Liste                                     | %              | %            | Voix         | %              | %           |             | Sièges au conseil municipal | Sièges au conseil communautaire |
| Voix                                      | Nuance                                    | Tête de liste                             | Liste                                     | Exprimés       | Inscrits     | Voix         | Exprimés       | Inscrits    |             | Sièges au conseil municipal | Sièges au conseil communautaire |
| ----------------------------------------- | ----------------------------------------- | ----------------------------------------- | ----------------------------------------- | -------------- | ------------ | ------------ | -------------- | ----------- | ----------- | --------------------------- | ------------------------------- |
|                                           | UG                                        | Marc Gricourt                             | Blois, en toute confiance                 | 7 230          | 47,25 %      | 23,98 %      | 8756           | 57,55 %     | 29,04 %     | 34                          | 28                              |
|                                           | divers droite                             | Jacques Chauvin                           | Agir pour les Blésois                     | 2 362          | 15,43 %      | 7,83 %       | 3543           | 23,28 %     | 11,75 %     | 5                           | 4                               |
|                                           | FN                                        | Miguel Chassier                           | Une autre voie pour Blois                 | 2 407          | 15,73 %      | 7,98 %       | 2915           | 19,15 %     | 9,66 %      | 4                           | 3                               |
|                                           | MoDem                                     | Chritelle Ferré                           | Union centriste et citoyenne              | 1 703          | 11,12 %      | 5,64 %       |                |             |             |                             |                                 |
|                                           | divers                                    | François Dupleix                          | L'élan citoyen                            | 1 088          | 7,11 %       | 3,60 %       |                |             |             |                             |                                 |
|                                           | EXG                                       | Marie-Anne Clement                        | Liste Blois 100 % à Gauche                | 511            | 3,33 %       | 1,69 %       |                |             |             |                             |                                 |
| Total exprimés                            | Total exprimés                            | Total exprimés                            | Total exprimés                            | 15 301         | 100 %        | 50,76 %      | 15 214         | 100 %       | 50,47 %     |                             |                                 |
| Total votants : exprimés + blancs ou nuls | Total votants : exprimés + blancs ou nuls | Total votants : exprimés + blancs ou nuls | Total votants : exprimés + blancs ou nuls | 15 719 (418)   | -            | 52,14 %      | 15 779 (565)   | -           | 52,34 %     |                             |                                 |
| Total inscrits : votants + abstentions    | Total inscrits : votants + abstentions    | Total inscrits : votants + abstentions    | Total inscrits : votants + abstentions    | 30 146 (14427) | -            | 100 %        | 30 146 (14367) | -           | 100 %       |                             |                                 |

### 2008
Les élections municipales de 2008 ont lieu le 9 et le 16 mars 2008. Pour la commune de Blois, les conseillers municipaux sont élus selon le mode de scrutin de liste à deux tours avec représentation proportionnelle. 43 sièges sont à pourvoir. 5 listes sont déposées. À l'issue des élections qui se déroulent en deux tours et dont les résultats figurent ci-après, Marc Gricourt est élu maire.
|                                           | Nuance                                    | Tête de liste                             | Liste                                     | Premier tour   | Premier tour | Premier tour | Second tour    | Second tour | Second tour | Sièges |
| Voix                                      | Nuance                                    | Tête de liste                             | Liste                                     | %              | %            | Voix         | %              | %           |             | Sièges |
| Voix                                      | Nuance                                    | Tête de liste                             | Liste                                     | Exprimés       | Inscrits     | Voix         | Exprimés       | Inscrits    |             | Sièges |
| ----------------------------------------- | ----------------------------------------- | ----------------------------------------- | ----------------------------------------- | -------------- | ------------ | ------------ | -------------- | ----------- | ----------- | ------ |
|                                           | UG                                        | Marc Gricourt                             | Tous Différents Tous Blésois              | 7 154          | 41,73 %      | 24,54 %      | 10441          | 60,69 %     | 35,82 %     | 35     |
|                                           | Majorité présidentielle                   | Nicolas Perruchot                         | J'aime Blois                              | 4 987          | 29,09 %      | 17,11 %      | 6763           | 39,31 %     | 23,2 %      | 8      |
|                                           | Centre - MoDem                            | Jean-François Mortelette                  | Blois de toutes nos forces                | 2 776          | 16,19 %      | 9,52 %       |                |             |             |        |
|                                           | FN                                        | Miguel De Peyrecave                       | Blois Cœur de France                      | 1 190          | 6,94 %       | 4,08 %       |                |             |             |        |
|                                           | EXG                                       | Marie-Anne Clement                        | Liste Blois 100 % à Gauche                | 1 035          | 6,04 %       | 3,55 %       |                |             |             |        |
| Total exprimés                            | Total exprimés                            | Total exprimés                            | Total exprimés                            | 17 142         | 100 %        | 58,8 %       | 17 204         | 100 %       | 59,01 %     |        |
| Total votants : exprimés + blancs ou nuls | Total votants : exprimés + blancs ou nuls | Total votants : exprimés + blancs ou nuls | Total votants : exprimés + blancs ou nuls | 17 545 (403)   | -            | 60,19 %      | 17 942 (738)   | -           | 61,55 %     |        |
| Total inscrits : votants + abstentions    | Total inscrits : votants + abstentions    | Total inscrits : votants + abstentions    | Total inscrits : votants + abstentions    | 29 151 (11606) | -            | 100 %        | 29 152 (11210) | -           | 100 %       |        |

## Élections cantonales
L'élection des conseillers généraux a lieu au scrutin uninominal majoritaire à deux tours, la moitié des sièges dans chaque département étant renouvelée tous les trois ans. Le département de Loir-et-Cher comprend 30 cantons. La commune de Blois comprend cinq fractions cantonales.

### Blois1erCanton
- 2008 : Marie-Hélène Millet (Mouvement démocrate) est élue conseillère générale au 2e tour avec 60,2 % des suffrages exprimés sur le canton[4] et 57,48 % sur la commune[5]. Elle devance Catherine Fourmond (Europe Écologie Les Verts) qui obtient 42,52 % sur la commune et 39,8 % sur le canton. Le taux de participation est de 60,01 % sur la commune et de 54,89 % sur le canton.

### Blois 2e Canton
- 2004 : Michel Fromet (PS) est élu conseiller général au 2e tour avec 54,33 % des suffrages exprimés sur le canton[6] et 56,57 % des voix sur la commune[7]. Il devance Elisabeth Charrier (UMP) qui obtient 27,86 % sur la commune et 29,84 % sur le canton. Le taux de participation est de 62,4 % sur la commune et de 67,43 % sur le canton.
- 2011 : Michel Fromet (PS) est élu conseiller général au 2e tour avec 58,9 % des suffrages exprimés sur le canton[8] et 64,36 % des voix sur la commune[9]. Il devance Julien Rutard (UMP) qui obtient 35,64 % sur la commune et 41,1 % sur le canton. Le taux de participation est de 40,18 % sur la commune et de 41,36 % sur le canton.

### Blois 3e Canton
- 2004 : Geneviève Baraban (PS) est élue conseillère générale au 2e tour avec 56,21 % des suffrages exprimés sur le canton[10] et 56,21 % des voix sur la commune[11]. Elle devance Martine Dutriez (UMP) qui obtient 43,79 % sur la commune et 43,79 % sur le canton. Le taux de participation est de 61,88 % sur la commune et de 61,88 % sur le canton.
- 2011 : Geneviève Baraban (PS) est élue conseillère générale au 2e tour avec 60,91 % des suffrages exprimés sur le canton[12] et 60,91 % des voix sur la commune[13]. Elle devance Christelle Ferre (Majorité - Nouveau Centre) qui obtient 39,09 % sur la commune et 39,09 % sur le canton. Le taux de participation est de 39,75 % sur la commune et de 37,4 % sur le canton.

### Blois 4e Canton
- 2004 : Marc Gricourt (PS) est élu conseiller général au 2e tour avec 75,52 % des suffrages exprimés sur le canton[14] et 75,52 % des voix sur la commune[15]. Il devance Michel Chassier (FN) qui obtient 24,48 % sur la commune et 24,48 % sur le canton. Le taux de participation est de 50,67 % sur la commune et de 50,67 % sur le canton.
- 2011 : Marc Gricourt (PS) est élu conseiller général au 2e tour avec 73,89 % des suffrages exprimés sur le canton[16] et 73,89 % des voix sur la commune[17]. Il devance Michel Chassier (Front national) qui obtient 26,11 % sur la commune et 26,11 % sur le canton. Le taux de participation est de 33,24 % sur la commune et de 31,88 % sur le canton.

### Blois 5e Canton
- 2008 : Béatrice Amosse (PS) est élue conseillère générale au 2e tour avec 65,67 % des suffrages exprimés sur le canton[18] et 61,92 % sur la commune[19]. Elle devance Willy Spitz (UMP) qui obtient 38,08 % sur la commune et 34,33 % sur le canton. Le taux de participation est de 64,36 % sur la commune et de 60,15 % sur le canton.

## Élections régionales
Les élections régionales renouvellent les 25 conseils régionaux de Métropole et d'outre-mer ainsi que l'Assemblée de Corse. Les conseillers régionaux sont élus dans chaque région au scrutin de liste à deux tours sans adjonction ni suppression de noms et sans modification de l'ordre de présentation. Dans la région Centre, 77 sièges sont à pourvoir.

### 2010
Les élections régionales de 2010 ont lieu les 14 et 21 mars. Les résultats pour la commune sont les suivants :
|  | Tendance                | Tête de liste    | Liste                                             | Commune | Région  | Sièges |
|  | ----------------------- | ---------------- | ------------------------------------------------- | ------- | ------- | ------ |
|  | Union de la gauche      | François Bonneau | Ensemble pour la région Centre                    | 56,82 % | 50 %    | 49     |
|  | Majorité présidentielle | Hervé Novelli    | Il faut changer pour mieux vivre en région Centre | 31,1 %  | 36,46 % | 21     |
|  | FN                      | Philippe Loiseau | Les Français d'abord                              | 12,08 % | 13,54 % | 7      |

### 2004
Les élections régionales de 2004 ont lieu les 21 et 28 mars.Les résultats pour la commune sont les suivants :
|  | Tendance                         | Tête de liste | Liste                                                                                            | Commune | Région  | Sièges |
|  | -------------------------------- | ------------- | ------------------------------------------------------------------------------------------------ | ------- | ------- | ------ |
|  | PS - PCF - Les Verts - PRG - MRC | Michel Sapin  | L'union à gauche                                                                                 | 54,43 % | 49,15 % | 48     |
|  | UMP - MPF                        | Serge Vinçon  | La nouvelle équipe du Centre                                                                     | 30,75 % | 34,39 % | 20     |
|  | FN                               | Jean Verdon   | Front national pour la région Centre présentée par Jean-Marie Le Pen et conduite par Jean Verdon | 14,83 % | 16,46 % | 9      |

## Élections législatives

### 2022
A venir.

### 2012
Les élections législatives de 2012 se déroulent sur deux tours de scrutin les 10 et 17 juin, dans la continuité de l'élection présidentielle qui s'est tenue les 22 avril et 6 mai 2012, selon un mode de scrutin uninominal majoritaire à deux tours. Un redécoupage des circonscriptions législatives est réalisé en 2010 pour tenir compte de l'évolution de la démographie française et pour répondre à une demande du Conseil constitutionnel. Le nombre total de députés, 577, désormais inscrit dans la Constitution depuis la réforme de la constitution française de juillet 2008, reste inchangé, mais certains départements voient le nombre de circonscriptions et leur composition modifiés. Le département de Loir-et-Cher conserve le nombre, 3.

La commune n'est pas concernée par le redécoupage et reste rattachée à la 1re circonscription.
- 1re circonscription : 58,25 % pour Denys Robiliard (PS, élu au 2e tour avec 51,9 % des suffrages exprimés[32]), 41,75 % pour Nicolas Perruchot (NC), 53,86 % de participation[33].

### 2007
Les élections législatives de 2007 se déroulent sur deux tours de scrutin les 10 et 17 juin. Le découpage électoral est le même que celui des élections de 2002. Sans surprise, la majorité sortante UMP est reconduite, quelques semaines après l'élection de Nicolas Sarkozy à la présidence de la République, avec toutefois un nombre de sièges réduit par rapport aux précédentes élections. Dans la 1re circonscription du département de Loir-et-Cher, dont dépend la commune de Blois, Nicolas Perruchot est élu au 2e tour avec 50,31% des suffrages. Les résultats pour la commune sont les suivants :
- 1re circonscription : 54,32 % pour Geneviève Baraban (PS), 45,68 % pour Nicolas Perruchot (UMP, élu au 2e tour avec 50,31 % des suffrages exprimés[35]), 39,64 % de participation[36].

### 2002
Les élections législatives de 2002 des députés de la XIIe législature ont lieu les 9 et 16 juin 2002, dans la foulée de l'élection présidentielle de 2002 qui a vu la réélection de Jacques Chirac. La droite parlementaire sort largement vainqueur de ces élections, marquées par un nouveau record d'abstention (39%). Les députés sont élus au scrutin uninominal majoritaire à deux tours dans 577 circonscriptions, le département de Loir-et-Cher en comportant trois. La commune de Blois est sur le territoire de la 1re circonscription qui voit la victoire de Nicolas Perruchot (UDF, élu au 2e tour avec 50,6 % des suffrages exprimés). Les résultats au niveau de la commune sont les suivants :
- 1re circonscription : 51,95 % pour Michel Fromet (PS), 48,05 % pour Nicolas Perruchot (UDF, élu au 2e tour avec 50,6 % des suffrages exprimés), 57,85 % de participation[38].

## Élections présidentielles

### 2022
Au premier tour, douze candidats se sont affrontés. Emmanuel Macron (LREM), président sortant et qualifié avec 27,85%; Marine Le Pen (RN) qualifiée avec 23,15%; Jean-Luc Mélenchon (LFI) juste derrière avec 21,95%; Éric Zemmour (REC), est le dernier à avoir obtenu plus de 5%; et dernier score notable, celui de Valérie Pécresse (LR), qui, pour la première fois de l'histoire du parti, n'a pas eu ces 5%. Au second tour, Emmanuel Macron est réélu avec 58,55% des voix, contre 41,45% pour Marine Le Pen.
Les Blésois ont voté pour Jean-Luc Mélenchon (28,53%), puis Emmanuel Macron (28,34%), Marine Le Pen (16,07%), Éric Zemmour (6,05%), et Yannick Jadot (EELV) (5,71%) qui, à Blois, est le dernier candidat à avoir obtenu les 5%. Au second tour, Emmanuel Macron est arrivé largement en tête avec 69,22% et Marine Le Pen a obtenu 30,78%.
| Parti                                     | Nom                   | Premier tour | Premier tour | Second tour | Second tour |
| Parti                                     | Nom                   | Voix         | %            | Voix        | %           |
| Parti                                     | Nom                   | Voix         | Exprimés     | Voix        | Exprimés    |
| ----------------------------------------- | --------------------- | ------------ | ------------ | ----------- | ----------- |
| LFI                                       | Jean-Luc Mélenchon    | 5 305        | 28,53 %      |             |             |
| LREM                                      | Emmanuel Macron       | 5 270        | 28,34 %      | 11 622      | 69,22 %     |
| RN                                        | Marine Le Pen         | 2 989        | 16,07 %      | 5 168       | 30,78 %     |
| REC                                       | Eric Zemmour          | 1 126        | 6,05 %       |             |             |
| EELV                                      | Yannick Jadot         | 1 061        | 5,71 %       |             |             |
| LR                                        | Valérie Pécresse      | 884          | 4,75 %       |             |             |
| PS                                        | Anne Hidalgo          | 560          | 3,01 %       |             |             |
| PCF                                       | Fabien Roussel        | 419          | 2,25 %       |             |             |
| R                                         | Jean Lassalle         | 360          | 1,94 %       |             |             |
| DLF                                       | Nicolas Dupont-Aignan | 316          | 1,70 %       |             |             |
| NPA                                       | Philippe Poutou       | 178          | 0,96 %       |             |             |
| LO                                        | Nathalie Arthaud      | 129          | 0,69 %       |             |             |
|                                           | Total exprimés        | 18.597       | 64,94 %      | 16790       | 56,21 %     |
| Total votants : exprimés + blancs ou nuls | 18.989                | 67,00 %      | 18532        | 65,61 %     |             |
| Total inscrits : votants + abstentions    |                       | -            |              | -           |             |

### 2017
Au niveau national, le premier tour vit onze candidats s'affronter. En tête sont arrivés Emmanuel Macron (EM) avec 24,01 %, Marine Le Pen (FN) avec 21,30 %, tous deux qualifiés au second tour, suivis de près par François Fillon (LR) avec 20,01 % et Jean-Luc Mélenchon (LFI) avec 19,58 %. Le dernier candidat à avoir fait plus des 5 %, est Benoît Hamon (PS) avec 6,36 %. Au second tour, Emmanuel Macron (EM) est élu avec 66,10 % des suffrages, contre les 33,90 % de Marine Le Pen (FN).
Pour ce qui est de Blois, Emmanuel Macron (EM) est arrivé en tête avec 25,39 %, suivi de Jean-Luc Mélenchon (LFI) avec 20,93 %, puis François Fillon (LR) avec 19,38 %, Marine Le Pen (FN) avec 16,47 %, et Benoît Hamon (PS) avec 10,00 % qui est le dernier à avoir passé la barre des 5 % à Blois. Au second tour, Emmanuel Macron (EM) est resté largement premier avec 74,66 % des suffrages exprimés, alors que sa concurrente a obtenu 25,34 % des voix.
| Parti                                     | Nom                   | Premier tour | Premier tour | Second tour | Second tour |
| Parti                                     | Nom                   | Voix         | %            | Voix        | %           |
| Parti                                     | Nom                   | Voix         | Exprimés     | Voix        | Exprimés    |
| ----------------------------------------- | --------------------- | ------------ | ------------ | ----------- | ----------- |
| EM                                        | Emmanuel Macron       | 5 173        | 25,39 %      | 13 228      | 74,66 %     |
| LFI                                       | Jean-Luc Mélenchon    | 4 265        | 20,93 %      |             |             |
| LR                                        | François Fillon       | 3 948        | 19,38 %      |             |             |
| FN                                        | Marine Le Pen         | 3 355        | 16,47 %      | 4 490       | 25,34 %     |
| PS                                        | Benoît Hamon          | 2 038        | 10,00 %      |             |             |
| DLF                                       | Nicolas Dupont-Aignan | 805          | 3,95 %       |             |             |
| NPA                                       | Philippe Poutou       | 254          | 1,25 %       |             |             |
| UPR                                       | François Asselineau   | 205          | 1,01 %       |             |             |
| R                                         | Jean Lassalle         | 157          | 0,77 %       |             |             |
| LO                                        | Nathalie Arthaud      | 138          | 0,68 %       |             |             |
| SP                                        | Jacques Cheminade     | 37           | 0,18 %       |             |             |
|                                           | Total exprimés        | 20.375       | 68,01 %      | 17 718      | 56,08 %     |
| Total votants : exprimés + blancs ou nuls |                       | 70,18 %      |              | 67,07 %     |             |
| Total inscrits : votants + abstentions    | 29 678                | -            | 29.678       | -           |             |

### 2012
Le premier tour de l'élection présidentielle de 2012 voit s'affronter dix candidats. François Hollande, candidat du Parti socialiste, et Nicolas Sarkozy, président sortant et candidat de l'UMP, se qualifient pour le second tour, avec respectivement 28,63 % et 27,18 % des suffrages exprimés. Parmi les candidats éliminés, Marine Le Pen (17,90 %), Jean-Luc Mélenchon (11,10 %) et François Bayrou (9,13 %) obtiennent des scores significatifs. À l'issue du second tour, deux semaines plus tard, François Hollande est élu président de la République avec 51,64 % des suffrages exprimés, contre 48,36 % à son adversaire.
À Blois, François Hollande arrive en tête du premier tour avec 32,66 %, suivi de Nicolas Sarkozy avec 24,49 %, puis de Marine Le Pen avec 15,7 %, puis Jean-Luc Mélenchon avec 11,05 %, puis François Bayrou avec 9,96 %, aucun autre candidat ne dépassant le seuil des 5 %. Au second tour, les électeurs ont voté à 56,69 % pour François Hollande contre 43,31 % pour Nicolas Sarkozy avec un taux d’abstention de 75,38 %.
|                                           | Parti         | Nom                   | Premier tour | Premier tour  | Premier tour | Second tour | Second tour | Second tour |
| Voix                                      | Parti         | Nom                   | %            | %             | Voix         | %           | %           |             |
| Voix                                      | Parti         | Nom                   | Exprimés     | Inscrits      | Voix         | Exprimés    | Inscrits    |             |
| ----------------------------------------- | ------------- | --------------------- | ------------ | ------------- | ------------ | ----------- | ----------- | ----------- |
|                                           | PS-PRG        | François Hollande     | 7 011        | 32,66 %       | 24,5 %       | 11 817      | 56,69 %     | 40,48       |
|                                           | UMP-NC        | Nicolas Sarkozy       | 5 257        | 24,49 %       | 18,3 %       | 9 028       | 43,31 %     | 30,93       |
|                                           | FN            | Marine Le Pen         | 3371         | 15,7 %        | 11,56 %      |             |             |             |
|                                           | FG-PCF        | Jean-Luc Mélenchon    | 2372         | 11,05 %       | 8,14 %       |             |             |             |
|                                           | MoDem         | François Bayrou       | 2137         | 9,96 %        | 7,33 %       |             |             |             |
|                                           | EELV          | Eva Joly              | 575          | 2,68 %        | 1,97 %       |             |             |             |
|                                           | DLR           | Nicolas Dupont-Aignan | 342          | 1,59 %        | 1,17 %       |             |             |             |
|                                           | NPA           | Philippe Poutou       | 239          | 1,11 %        | 0,82 %       |             |             |             |
|                                           | LO            | Nathalie Arthaud      | 111          | 0,52 %        | 0,38 %       |             |             |             |
|                                           | SP            | Jacques Cheminade     | 50           | 0,23 %        | 0,17 %       |             |             |             |
|                                           |               | Total exprimés        | 21 465       | -             | 73,63 %      | 20 845      | -           | 71,41 %     |
| Total votants : exprimés + blancs ou nuls | 21 782 (317)  | -                     | 74,72 %      | 22 002 (1157) | -            | 75,38 %     |             |             |
| Total inscrits : votants + abstentions    | 29 152 (7370) | -                     | 100 %        | 29 190 (7188) | -            | 100 %       |             |             |

### 2007
Le premier tour de l'élection présidentielle de 2007 a été marqué par une participation exceptionnelle avec un score de 83,97 % des inscrits. Ce taux est comparable à celui du premier tour de l'élection présidentielle de 1965 qui était de 84,7 % et celle de 1974 qui était de 84,2 %. Nicolas Sarkozy (31,18 %) et Ségolène Royal (25,87 %) arrivent en tête pour le premier tour de l'élection devant François Bayrou (18,57 %) et Jean-Marie Le Pen (10,44 %). Au second tour, Nicolas Sarkozy est élu Président de la République française, avec 53,06 % des suffrages, contre Ségolène Royal avec 46,94 %. 
À Blois Ségolène Royal est arrivé en tête au premier tour avec 28,84 %, suivi de Nicolas Sarkozy avec 28,59 %, François Bayrou avec 19,98 % et enfin Jean-Marie Le Pen avec 9,33 %, aucun autre candidat ne dépassant le seuil des 5 %. Au second tour, les électeurs ont voté à 49,43 % pour Nicolas Sarkozy contre 50,57 % pour Ségolène Royal avec un taux d’abstention de 19,58 %.
|                                           | Parti          | Nom                  | Premier tour | Premier tour  | Premier tour | Second tour | Second tour | Second tour |
| Voix                                      | Parti          | Nom                  | %            | %             | Voix         | %           | %           |             |
| Voix                                      | Parti          | Nom                  | Exprimés     | Inscrits      | Voix         | Exprimés    | Inscrits    |             |
| ----------------------------------------- | -------------- | -------------------- | ------------ | ------------- | ------------ | ----------- | ----------- | ----------- |
|                                           | PS             | Ségolène Royal       | 6 537        | 28,84 %       | 22,77 %      | 11 185      | 50,57 %     | 38,93       |
|                                           | UMP            | Nicolas Sarkozy      | 6 481        | 28,59 %       | 22,91 %      | 10 931      | 49,43 %     | 38,04       |
|                                           | MoDem          | François Bayrou      | 4528         | 19,98 %       | 16,0 %       |             |             |             |
|                                           | FN             | Jean-Marie Le Pen    | 2115         | 9,33 %        | 7,48 %       |             |             |             |
|                                           | LCR            | Olivier Besancenot   | 1011         | 4,46 %        | 3,57 %       |             |             |             |
|                                           | MPF            | Philippe de Villiers | 523          | 2,31 %        | 1,85 %       |             |             |             |
|                                           | Verts          | Dominique Voynet     | 403          | 1,78 %        | 1,42 %       |             |             |             |
|                                           | PCF            | Marie-George Buffet  | 373          | 1,65 %        | 1,32 %       |             |             |             |
|                                           | Sans étiquette | José Bové            | 274          | 1,21 %        | 0,97 %       |             |             |             |
|                                           | LO             | Arlette Laguiller    | 262          | 1,16 %        | 0,93 %       |             |             |             |
|                                           | CPNT           | Frédéric Nihous      | 123          | 0,54 %        | 0,43 %       |             |             |             |
|                                           | PT             | Gérard Schivardi     | 38           | 0,17 %        | 0,13 %       |             |             |             |
|                                           |                | Total exprimés       | 22 668       | -             | 78,95 %      | 22 116      | -           | 76,97 %     |
| Total votants : exprimés + blancs ou nuls | 22 944 (276)   | -                    | 79,91 %      | 23 109 (993)  | -            | 80,42 %     |             |             |
| Total inscrits : votants + abstentions    | 28 713 (5769)  | -                    | 100 %        | 28 734 (5625) | -            | 100 %       |             |             |

### 2002
Le 21 avril 2002 est inédit dans la vie politique française, puisqu'un représentant d'un parti classé à l'extrême droite de l'échiquier politique a réussi à se qualifier pour le second tour d'une élection présidentielle. Jacques Chirac est réélu président de la république avec le plus fort score depuis la création de la Cinquième République : 82,21 % ; Jean-Marie Le Pen obtient 17,79 % des suffrages exprimés.
 À Blois, Jacques Chirac arrive en tête au premier tour avec 18,39 %, suivi de Lionel Jospin avec 18,07 % et enfin de Jean-Marie Le Pen avec 16,87 %. Viennent ensuite François Bayrou avec 8,63 %, puis Jean-Pierre Chevènement avec 6,55 %, Noël Mamère avec 6,09 % et Arlette Laguiller avec 5,11 %, aucun autre candidat ne dépassant le seuil des 5 %. Au second tour, les électeurs ont voté à 84,83 % pour Jacques Chirac contre 15,17 % pour Jean-Marie Le Pen avec un taux d’abstention de 24,68 %, résultat supérieur aux tendances nationales.
|                                           | Parti         | Nom                     | Premier tour | Premier tour  | Premier tour | Second tour | Second tour | Second tour |
| Voix                                      | Parti         | Nom                     | %            | %             | Voix         | %           | %           |             |
| Voix                                      | Parti         | Nom                     | Exprimés     | Inscrits      | Voix         | Exprimés    | Inscrits    |             |
| ----------------------------------------- | ------------- | ----------------------- | ------------ | ------------- | ------------ | ----------- | ----------- | ----------- |
|                                           | UMP           | Jacques Chirac          | 3 419        | 18,39 %       | 12,8 %       | 17 264      | 84,83 %     | 61,02       |
|                                           | PS            | Lionel Jospin           | 3 359        | 18,07 %       | 11,86 %      |             |             |             |
|                                           | FN            | Jean-Marie Le Pen       | 3137         | 16,87 %       | 11,8 %       | 3 087       | 15,17 %     | 10,91       |
|                                           | MoDem         | François Bayrou         | 1604         | 8,63 %        | 5,67 %       |             |             |             |
|                                           | MRC           | Jean-Pierre Chevènement | 1217         | 6,55 %        | 4,30 %       |             |             |             |
|                                           | Verts         | Noël Mamère             | 1133         | 6,09 %        | 4,0 %        |             |             |             |
|                                           | LO            | Arlette Laguiller       | 951          | 5,11 %        | 3,36 %       |             |             |             |
|                                           | LCR           | Olivier Besancenot      | 868          | 4,67 %        | 3,6 %        |             |             |             |
|                                           | DL            | Alain Madelin           | 582          | 3,13 %        | 2,6 %        |             |             |             |
|                                           | PCF           | Robert Hue              | 552          | 2,97 %        | 1,95 %       |             |             |             |
|                                           | PRG           | Christiane Taubira      | 436          | 2,34 %        | 1,54 %       |             |             |             |
|                                           | MNR           | Bruno Mégret            | 368          | 1,98 %        | 1,30 %       |             |             |             |
|                                           | CPNT          | Jean Saint-Josse        | 360          | 1,94 %        | 1,27 %       |             |             |             |
|                                           | Cap21         | Corinne Lepage          | 328          | 1,76 %        | 1,16 %       |             |             |             |
|                                           | FRS           | Christine Boutin        | 221          | 1,19 %        | 0,78 %       |             |             |             |
|                                           | PT            | Daniel Gluckstein       | 58           | 0,31 %        | 0,20 %       |             |             |             |
|                                           |               | Total exprimés          | 18 593       | -             | 65,71 %      | 20 351      | -           | 71,93 %     |
| Total votants : exprimés + blancs ou nuls | 19 145 (552)  | -                       | 67,66 %      | 21 312 (961)  | -            | 75,32 %     |             |             |
| Total inscrits : votants + abstentions    | 28 294 (9149) | -                       | 100 %        | 28 294 (6982) | -            | 100 %       |             |             |

## Référendums
Le référendum sur le quinquennat présidentiel, visant à réduire la durée du mandat présidentiel de sept à cinq ans, a lieu le 24 septembre 2000. La question posée est : « Approuvez-vous le projet de loi constitutionnelle fixant la durée du mandat du président de la République à cinq ans ? » Les électeurs votent « oui » à une large majorité (73,21 % des suffrages exprimés), dans un contexte de forte abstention (69,81 %). Localement, les votes sont respectivement de 71,1 % pour le "oui" et de 28,9 % pour le "non".
Le référendum français sur le traité établissant une Constitution pour l'Europe a eu lieu le 29 mai 2005. À la question « Approuvez-vous le projet de loi qui autorise la ratification du traité établissant une Constitution pour l'Europe ? », le « non » recueille 54,68 % des suffrages exprimés. Ce troisième référendum français sur un traité européen (après ceux de 1972 et 1992) est le premier à être rejeté. Localement les électeurs de la commune votent à 46,99 % pour le "oui" et à 53,01 % pour le "non".
| Référendums. | Référendums.      | Référendums.      | Référendums.      | Référendums.      | Référendums.      | Référendums.      | Référendums.  |
| Année        | Oui (national)    | Oui (national)    | Oui (national)    | Non (national)    | Non (national)    | Non (national)    | Participation |
| ------------ | ----------------- | ----------------- | ----------------- | ----------------- | ----------------- | ----------------- | ------------- |
| 2000         | 71,1 % (73,21 %)  | 71,1 % (73,21 %)  | 71,1 % (73,21 %)  | 28,9 % (26,79 %)  | 28,9 % (26,79 %)  | 28,9 % (26,79 %)  | 27,88 %       |
| 2005         | 46,99 % (45,33 %) | 46,99 % (45,33 %) | 46,99 % (45,33 %) | 53,01 % (54,67 %) | 53,01 % (54,67 %) | 53,01 % (54,67 %) | 64,84 %       |